# Andy Weir

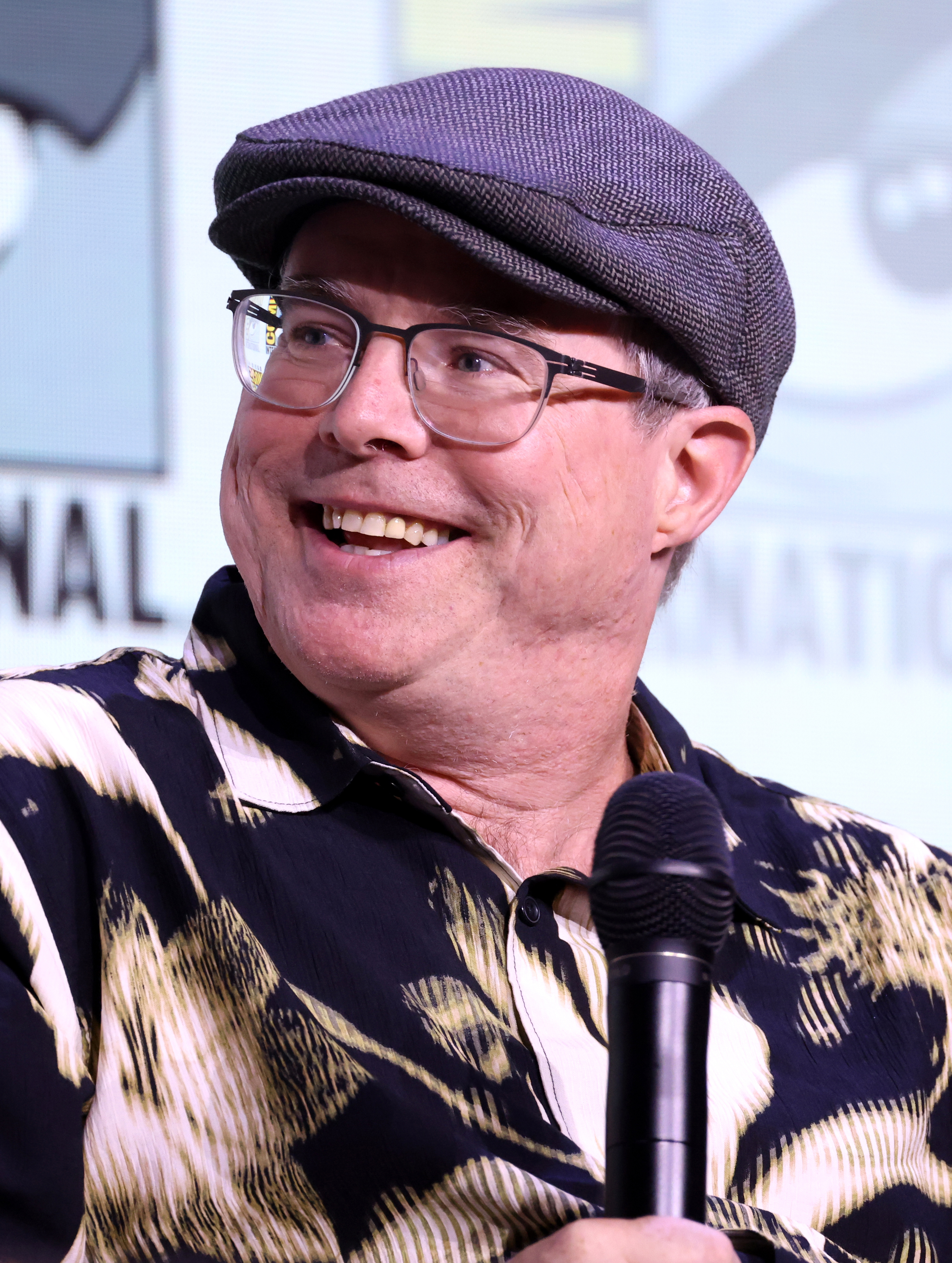
Andy Weir (2025)

Andy Weir (* 16. Juni 1972 in Davis, Kalifornien als Andrew Taylor Weir) ist ein US-amerikanischer Science-Fiction-Schriftsteller. Bekannt wurde er durch seinen Debütroman Der Marsianer (The Martian, 2011). Zu seinen weiteren Veröffentlichungen zählen die Romane Artemis (2017) und Der Astronaut (Project Hail Mary, 2021). Für seine Bücher erhielt Weir mehrere internationale Literaturpreise.

## Leben

### Kindheit und frühe Berufsjahre
Weir wuchs als Einzelkind im kalifornischen Bay Area auf. Sein Vater war Teilchenphysiker, seine Mutter Elektroingenieurin; die beiden ließen sich scheiden, als er acht Jahre alt war. Schon früh interessierte er sich für Computer. Weir arbeitete bereits im Alter von 15 Jahren als Softwareentwickler für die Sandia National Laboratories. Er begann ein Informatikstudium an der University of California, San Diego, das er jedoch aus finanziellen Gründen nicht abschloss. Anschließend arbeitete er für mehrere Softwareunternehmen wie America Online und Blizzard Entertainment, wo er an dem Computerspiel Warcraft II: Tides of Darkness mitwirkte. In seiner Freizeit beschäftigt Weir sich unter anderem mit Astrophysik.
Weir schrieb zunächst Kurzgeschichten und Fan-Fiction, die er auf seiner eigenen Website veröffentlichte. Als literarische Vorbilder nennt er Arthur C. Clarke, Robert A. Heinlein und Isaac Asimov.

### Der Marsianer
2011 veröffentlichte Weir seinen Debütroman Der Marsianer. Der realistische Science-Fiction-Roman avancierte bald zum Bestseller.
Andy Weir entwickelte The Martian ab 2009, inspiriert vom NASA-Konzept Mars Direct, das vorsieht, Versorgungsgüter vorab unbemannt zum Mars zu schicken und die Astronauten später mit einem leichteren Raumschiff folgen zu lassen. Mangels Verlagsinteresse veröffentlichte er den Roman zunächst kostenlos auf seiner Website, später für 99 Cent als E-Book bei Amazon. Dort wurde er zum Bestseller, verkaufte sich 35.000 Mal in drei Monaten und zog die Aufmerksamkeit von Verlagen und Filmstudios auf sich, was zur Veröffentlichung der Printversion beim Crown-Verlag im Jahr 2014 führte.
Um das Buch so realitätsnah wie möglich zu gestalten, schrieb Weir neben der üblichen Detailrecherche ein Computerprogramm, um die im Plot vorkommenden Flugrouten zum Mars korrekt zu berechnen.
2015 wurde das Buch von Ridley Scott mit Matt Damon in der Hauptrolle verfilmt; der deutsche Filmtitel lautet Der Marsianer – Rettet Mark Watney. Im selben Jahr wurde der Roman auch als Wissensbuch des Jahres ausgezeichnet.

### Artemis

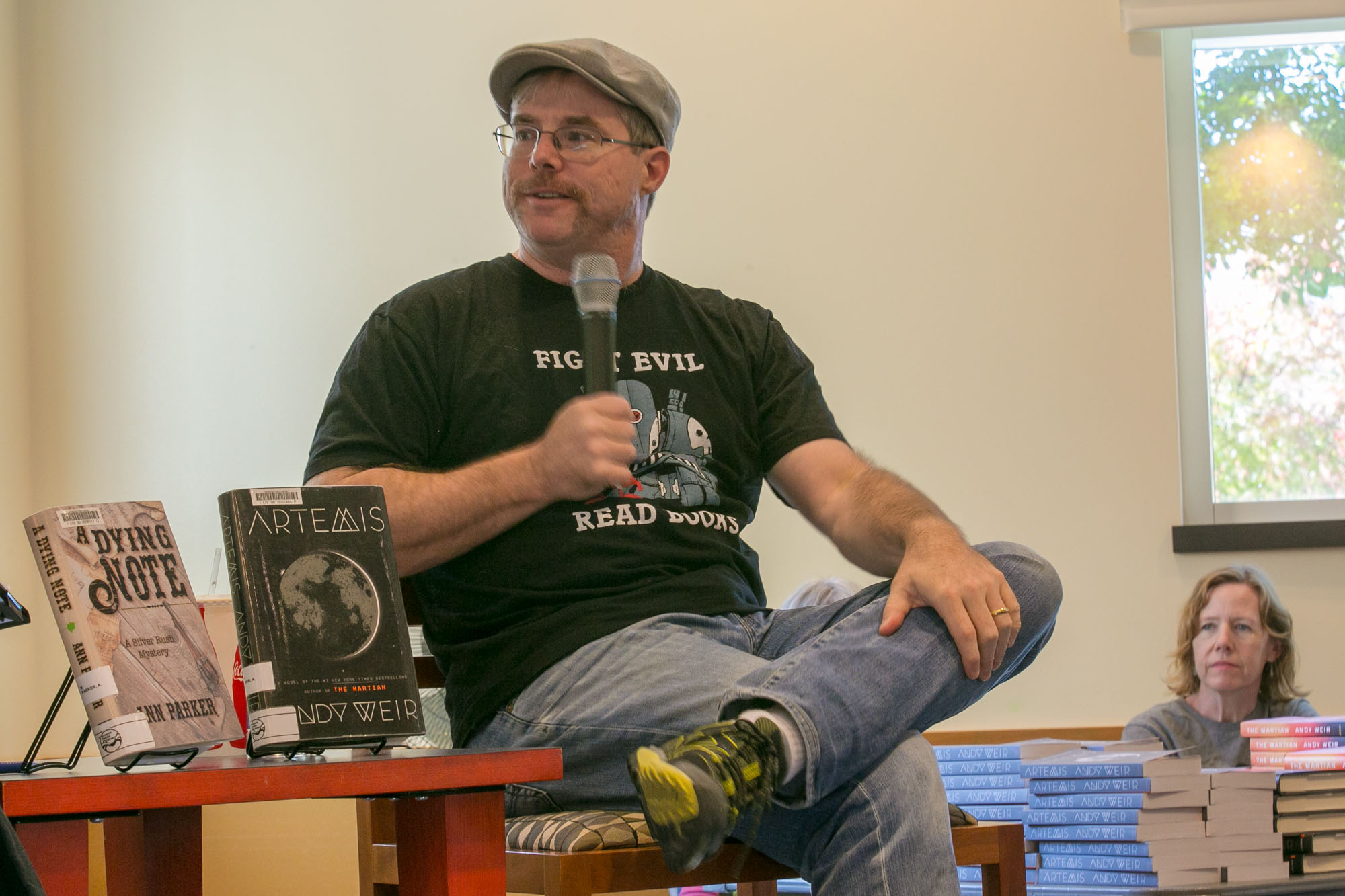
Weir bei einer Vorstellung seines Romans Artemis (2018)

Mit seinem zweiten Roman Artemis (2017) schlug Weir erneut eine wissenschaftlich geprägte Richtung ein, verlagerte den Schauplatz jedoch vom Mars auf eine bewohnte Mondstadt in naher Zukunft. Die Handlung folgt der jungen Schmugglerin Jasmine „Jazz“ Bashara, die sich in ein riskantes Unternehmen mit politischen Verwicklungen verstrickt. Auch in Artemis integrierte Weir technische Details und Überlegungen zu zukünftiger Raumfahrttechnologie, verzichtete jedoch auf eine fachlich versierte Erzählerfigur wie in seinem Debütroman. Dies führte bei einigen Rezensenten zu Kritik: Die wissenschaftlichen Einschübe wirkten teils unverbunden zur Abenteuergeschichte und hemmten aus ihrer Sicht den Erzählfluss.

### Der Astronaut
Mit Project Hail Mary (2021) knüpfte Andy Weir an den Erfolg von The Martian an. Der Roman erzählt die Geschichte des Lehrers Ryland Grace, der allein an Bord eines Raumschiffs erwacht und sich allmählich an seine Mission erinnert: die Rettung der Erde vor einer Sonne verdunkelnden Mikroorganismenart. Dabei trifft er auf von einen außerirdischen Ingenieur namens Rocky. Weir kombiniert erneut wissenschaftliche Exaktheit mit erzählerischem Witz, ergänzt das Konzept aber um spekulative Elemente wie außerirdisches Leben und fortschrittliche Technologien. Trotz vereinzelter Kritik an überzogenen Handlungselementen und bekannten Erzählmustern wurde der Roman überwiegend positiv aufgenommen und als gelungene Rückkehr zu Weirs Stärken gewertet.
Der Roman wurde mit Ryan Gosling in der Hauptrolle verfilmt; der deutsche Titel des Films lautet Der Astronaut. Der Kinostart ist für März 2026 geplant.

### Webcomics und Kurzgeschichten
Andy Weir ist außerdem der Autor von zwei Webcomics: Casey and Andy und Cheshire Crossing. Letzteren veröffentlichte er zusammen mit der Comiczeichnerin Sarah Andersen von 2017 bis 2019 auf der Plattform Tapas und 2019 als Graphic Novel bei Random House. Des Weiteren verfasste er mehrere Kurzgeschichten, zu deren bekannteren The Egg (2009, deutsch Das Ei) zählt. Sie wurde in 30 Sprachen übersetzt.

### Privates
Weir ist verheiratet und hat mit seiner Frau einen Sohn, der 2021 geboren wurde. In gesellschaftlichen Fragen bezeichnete er sich als „sehr liberal“, vertritt jedoch in wirtschaftspolitischer Hinsicht konservative Positionen. Seine politischen Ansichten versucht er nach eigener Aussage aus seinen literarischen Werken herauszuhalten, da er niemanden belehren möchte. Er bezeichnet sich selbst als agnostisch.

## Auszeichnungen (Auswahl)
- 2014: Goodreads Choice Award in der Kategorie Science Fiction für Der Marsianer
- 2015: Seiun Award in der Kategorie „Best Translated Long Work“ für die japanische Übersetzung von Der Marsianer
- 2015: Alex Award der American Library Association für Der Marsianer
- 2015: Premio Ignotus in der Kategorie „Foreign Novel“ für Der Marsianer
- 2015: Geffen-Preis in der Kategorie „Best Translated Science Fiction Novel“ für Der Marsianer
- 2015: Kurd-Laßwitz-Preis – Nominierung in der Kategorie „Bestes ausländisches Werk“ für Der Marsianer
- 2016: Astounding Award for Best New Writer in Science Fiction
- 2017: Goodreads Choice Award in der Kategorie Science Fiction für Artemis
- 2018: Dragon Award in der Kategorie „Science Fiction Novel“ für Artemis
- 2019: Geffen-Preis in der Kategorie „Best Translated Science Fiction Novel“ für Artemis
- 2021: Goodreads Choice Award in der Kategorie Science Fiction für Der Astronaut
- 2021: Dragon Award in der Kategorie „Science Fiction Novel“ für Der Astronaut
- 2022: Audie Award in den Kategorien „Audiobook of the Year“ und Science Fiction für Der Astronaut
- 2022: Locus Award – Nominierung in der Kategorie „Best Science Fiction Novel“ für Der Astronaut
- 2022: Hugo Award – Nominierung in der Kategorie „Bester Roman“ für Der Astronaut
- 2022: Kurd-Laßwitz-Preis – Nominierung in der Kategorie „Bestes ausländisches Werk“ für Der Astronaut
- 2023: Geffen-Preis in der Kategorie „Best Translated Science Fiction Novel“ für Der Astronaut

## Werke (Auswahl)

### Romane
- The Martian, E-Book: Amazon, 2011; Druck: Crown, 2014, ISBN 978-0-8041-3902-1.
  - deutsch: Der Marsianer, Heyne, 2014, ISBN 978-3-453-31583-9.
- Artemis, Crown, 2017, ISBN 978-0-525-57266-4.
  - deutsch: Artemis, Heyne, 2018, ISBN 978-3-453-27167-8.
- Project Hail Mary, Random House N.Y., 2021, ISBN 978-0-593-13520-4.
  - deutsch: Der Astronaut, Heyne, 2021, ISBN 978-3-453-32134-2.

### Kurzgeschichten
- The Egg, galactanet.com, 2009
  - deutsch: Das Ei[11]
- Lacero (in der Druckausgabe von 2016 von Ernest Clines Ready Player One als Fan-Fiction veröffentlicht)